# 极度寒冷
《极度寒冷》（英語：Frozen）是中国在1996年拍摄的电影，由王小帅执导，贾宏声指导，该作主要讲述了一个行为艺术家通过一些特殊的方式来对其他人表达自己对于艺术的理解，之后这个艺术家却因为一些原因而自杀的故事。该作因为一些原因被中国当局禁映，所以该作不得不最初在外国上映。该作根据真实事情改编。该作于2000年在美国由Fox Lorber发行。

## 选角
- 该作的选角与其他王小帅之前的作品不同的是，该作的选角是让观众看起来他不像演员，并且该作主演还是导演的朋友，所以他要求的酬金并不多。[1]

## 拍摄
导演承认该作的拍摄非常困难，尤其是该作中，主角的一些危险的行为艺术。，并且在拍摄的时候，导演会经常因为一些原因而送主演贾宏声去医院，以免出现意外。

## 获奖
该作在鹿特丹电影节中曾获得提名。

## 演员
- 贾宏声
- 马晓晴
- 刘杰
- 李耕
- 张永宁

## 职员表
- 制作人：舒琪、Xu Wei、Xiun Feng、Bing Zhu
- 导演：王小帅
- 副导演（助理）：李华彤
- 编剧：王小帅、庞敏
- 摄影：杨述
- 配乐：Roeland Dol
- 剪辑：Qingqing
- 艺术指导：Yanxiu Li